# Acòlit
L'acòlit (del grec ἀκόλουθος / akolouthos, "servidor" o "acompanyant") és un ministeri enfocat al servei a l'altar a les esglésies catòlica i anglicana.

## El ministeri

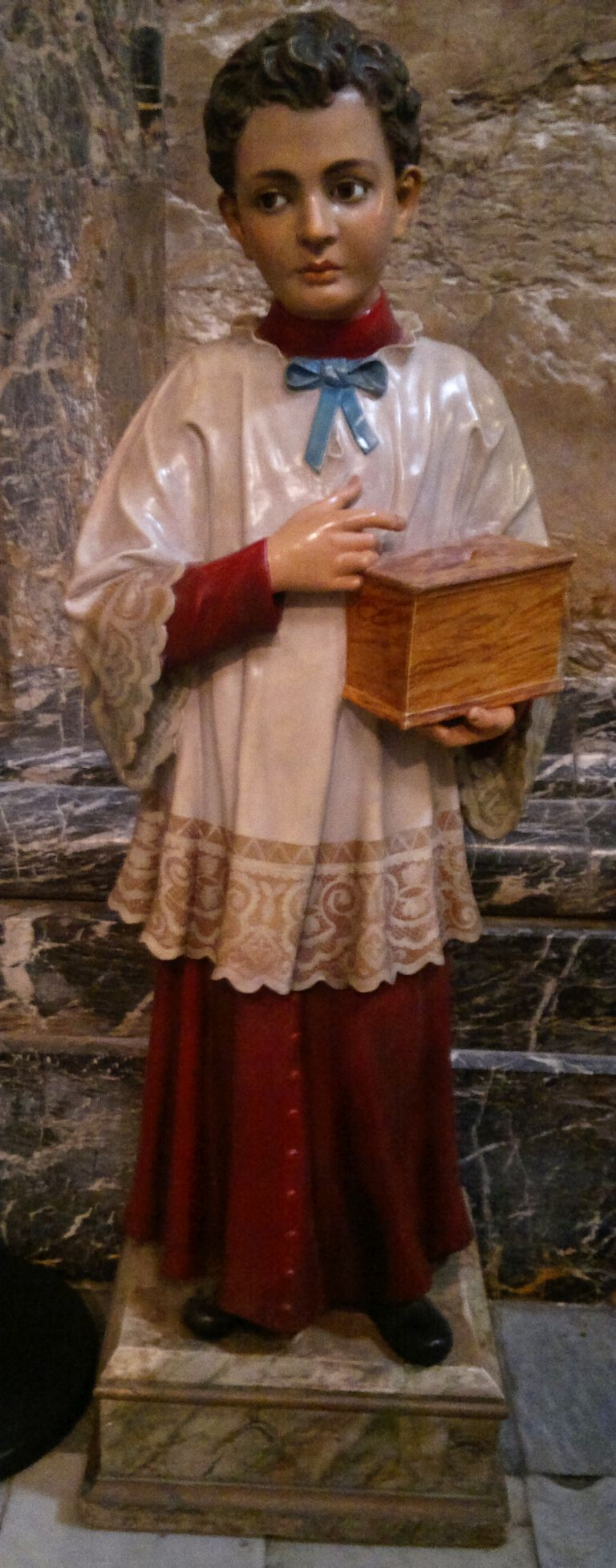
Escultura d'un escolà almoiner (Girona)

Tradicionalment, l'acòlit era el major dels ordes menors sacramentals fins al 1972. Pel motu proprio del Sant Pare Pau VI, ministeria quædam se suprimiren els ordes menors i el sotsdiaconat. Aleshores, l'orde de l'acolitat passà a ésser un ministeri de laics, que no rep una ordenació, ans una institució. Ensems amb l'orde del lectorat, l'acolitat fou l'únic orde menor que subsistí. Usualment, es tracta del segon ministeri que reben els qui es preparen per a l'ordenació sacerdotal, després del lectorat i abans del diaconat (amb sis mesos de marge, segons el dret canònic). Igualment, els laics poden ésser instituïts acòlits, si bé que la majoria d'acòlits actuals a les diòcesis catòliques ho són de facto i no pas de iure. Segons el mateix motu proprio de 1972, els acòlits poden exercir el ministeri extraordinari de la comunió. En aquests casos d'absència d'un prevere o diaca, poden distribuir la comunió i exposar el Santíssim.

## Organització
L'organització catòlica de l'acolitat acostuma a fer-se dins les "escolanies", on es pot distingir entre una "escolania menor" i una "escolania major". L'escolania menor és formada per aquells infants que ja han rebut la primera comunió i que serveixen a l'altar com a part de la seva formació cristiana. Aquests acòlits reben popularment el nom d'escolans. Un escolà més gran, anomenat prefecte, els dirigeix. Quant a l'escolania major, solament és present en aquelles parròquies grans o a les catedrals. Es tracta de joves (homes, per bé que s'hi poden trobar noies) majors de setze anys que han fet la confirmació i que, o bé han rebut la benedicció com a acòlits, o bé han estat instituïts acòlits. L'escolania major és un òrgan col·legiat que pren les decisions en capítol, presidit per l'acòlit de més edat, el degà. Igualment hi pot haver els càrrecs de bosser –el tresorer– i de secretari-canceller.

## Vestimenta

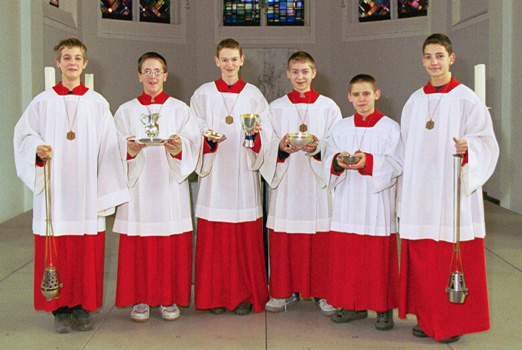
Escolans menors amb sotana roja i roquet

Abans de la reforma del Concili Vaticà II i de la reforma del missal romà de Pau VI, l'acòlit vestia una sotana roja o negre amb un roquet al damunt. Després de les reformes, s'obrí la possibilitat de simplificar el parament. D'aleshores ençà, l'acòlit vesteix normalment una alba cenyida si cal per un cordó o cíngol. A l'església catalana, com que esdevingué habitual l'ús de la cogulla en comptes de l'alba entre els ministres ordenats, és freqüent que els acòlits també emprin la cogulla blanca. Amb tot, encara algunes escolanies a les solemnitats llueixen l'antic parament amb sotana roja i roquet.

## Oficis de l'acòlit

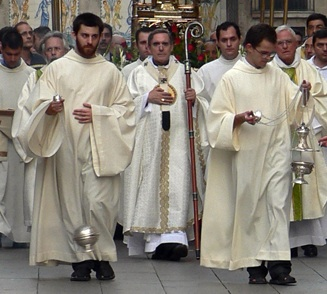
Acòlits realitzant la tasca d'encensers. Al darrere, el cardenal Lluís Martínez Sistach.

En tant que servidor de l'altar i ajudant dels preveres celebrant i concelebrants, l'acòlit realitza diverses tasques durant la missa. En una cerimònia solemne o festiva, hom pot trobar els següents oficis per a un acòlit:
- Cruciferari: És l'encarregat de dur la creu a les processons d'entrada i sortida d'una missa i, si s'escau, a la lectura de l'Evangeli.
- Evangeliari: Porta alçat l'Evangeli a la processó d'entrada en una missa.
- Encenser o Turiferari: S'encarrega d'encensar durant tota la missa. Purifica el parament litúrgic i els espais i objectes sagrats.
- Cantor: És l'acòlit encarregat de dirigir el cor, si n'hi hagués, i tots els cants d'una missa. A les catedrals hi sol haver un canonge que exerceix aquesta funció.
- Cirial o Ceroferari: Porta els ciris que acompanyen la creu a les processos d'entrada i de sortida d'una missa. També acompanyaran l'Evangeli en la seva processó, lectura i exhibició. En misses ordinàries solen ésser dos cirials, mentre que a les solemnitats amb bisbe poden ésser set.
- Naveta o Naviculari: Acompanya l'encenser i duu la naveta amb l'encens que el celebrant emprarà per posar al braseret.
- Lector: En absència de lectors instituïts o de fidels que exerceixin de facto aquest ministeri, l'acòlit pot llegir els textos de l'Antic Testament i les epístoles del Nou Testament, a part de les pregàries dels fidels.
- Parament de taula: Els acòlits, durant l'ofertori, s'encarreguen de portar i situar les ofrenes a l'altar per a la litúrgia eucarística. En acabat, també les enretiraran.
- D'altres oficis de l'acòlit són els de mitrer (qui duu la mitra del bisbe), baculer (qui sosté el bàcul del bisbe) i missaler (qui porta el missal).

Tots els oficis dels acòlits són coordinats pel mestre de cerimònies. A les catedrals, aquest és un prevere –ordinàriament un canonge– nomenat pel bisbe que vetlla per la correcció litúrgica.

## Patronatge
Els acòlits es troben sota el sant patronatge de Tarsici, màrtir romà del segle iii.